# Siège du château de Terabe
Le siège du château de Terabe se déroule en 1558 au cours de l'époque Sengoku du Japon féodal. Le château, possession du clan Ogasawara de la province de Mikawa, est construit sur la rive nord de la baie de Mikawa, à un endroit appelé Hazu, dans la ville moderne de Nishio, préfecture d'Aichi.
En 1558, Suzuki Shigeteru(ou Suzuki Shigetatsu (ja)), seigneur du château de Terabe, quitte les Imagawa en faveur d'une alliance avec Oda Nobunaga. 
Les Imagawa répondent en envoyant une armée sous le commandement de Matsudaira Motoyasu, un jeune vassal d'Imagawa Yoshimoto. Le château de Terabe est le premier d'une série de batailles menées contre le clan Oda.
Les forces de Motoyasu attaquent le château mais sont repoussées par des renforts envoyés par Nobunaga. Motoyasu poursuit ensuite  sa campagne contre d'autres biens du clan Oda.
Matsudaira Motoyasu change plus tard son nom en Tokugawa Ieyasu. Le siège du château de Terabe est sa première bataille.  

## Source de la traduction
- (en) Cet article est partiellement ou en totalité issu de l’article de Wikipédia en anglais intitulé « Siege of Terabe » (voir la liste des auteurs).